# اس‌ام یو-۱۱۳
اس‌ام یو-۱۱۳ (به انگلیسی: SM U-113) یک زیردریایی بود که طول آن ۷۰٫۶۰ متر (۲۳۱٫۶ فوت) بود. این زیردریایی در سال ۱۹۱۷ ساخته شد.